# Sancho Garcia
Sancho Garcia (Garcia 4º Conde de Castela) (Castela, Espanha, 965 — Castela, Espanha, 5 de Fevereiro de 1017) "o dos Bons Foros".
Sucedeu ao seu pai, enquanto filho mais velho, no comando do condado depois da morte deste. Corria o ano 1000, Almançor atacou o Condado de Castela, Sancho Garcia teve de sair ao seu encontro sendo derrotado na Batalha de Cervera sem no entanto causar um grande número de baixas entre as fileiras de Almançor. Participou juntamente com Sancho Garcês III de Pamplona e Afonso V de Leão na conhecida Batalha de Calatañazor onde Almançor sofreu a sua primeira grande derrota.
Deu o seu apoio a Solimão Almostaim, 5º Califa de Córdova nas lutas civis entra os habitantes de Córdova, recebendo em troca várias localidades ao longo do Rio Douro: (Osma, San Esteban de Gormaz, Clúnia, Berlanga de Duero, Sepúlveda, Penafiel). Foi o fundador do Mosteiro de São Salvador de Oña em 1011, onde se encontra sepultado.

## Relações familiares
Foi filho de Garcia Fernandes, conde de Castela e de Ava de Ribagorza filha de Raimundo II de Ribagorza, conde de Ribagorza e de Gersenda de Fézensac.
Casou com Urraca Gomez, filha de Gomez Diaz de Saldanha, conde de Saldanha e de Muniadona Fernandes, de quem teve:
- Fernando Sanches, morreu criança.
- Munia Mayor de Castela, condessa de Ribagorza, herdou o condado de Castela em 1029 à morte de seu irmão Garcia. Casada com Sancho Garcês III de Pamplona.
- Sancha Sánchez de Castela (m.26 de junho de 1026), casada com Berengário Raimundo, conde de Barcelona. Se tornou ancestral da Família Real de Portugal.
- Garcia Sanches (m.1029), conde de Castela.
- Trigidia Sanches, abadessa no Mosteiro de San Salvador de Oña.